# 町田市歌
「町田市歌」（まちだしか）は、東京都町田市が1963年（昭和38年）に制定した市歌である。作詞・花田鶴彦、作曲・明本京静。
本項では、市歌と同時に制定された同じレコード盤のB面曲「町田音頭」（まちだおんど）についても解説する。

## 解説
1963年（昭和38年）の市制5周年を記念して組織された「町田市市歌制定委員会」が市歌と市民音頭の2部門で歌詞を一般公募し、市から依頼を受けた作曲家の明本京静が市歌・音頭の入選作2曲を作曲した。入選者の「花田鶴彦」は福岡県出身・在住で、昭和初期に「渋田黎明花」名義で時代小説作家として活動した渋田 喜久雄（1902年 - 1978年）が作詞に際して使用した様々なペンネームの一つであるが、町田市歌での入選から15年前の1948年（昭和23年）には同じく明本が作曲した『新潟県民歌』の一般公募で相婿（妻同士が実の姉妹）の「高下玉衛」名義を借りて入選したと見られている。
完成した市歌は5月4日付で制定告示が行われ、市制5周年記念式典での初演奏後に5月12日開催の「母と子の集い」で改めて創唱者の安西愛子と作曲者の明本を招いて発表音楽会が開かれた。ビクターレコード（現在のJVCケンウッド・ビクターエンタテインメント）が藤山一郎と安西の歌唱を吹き込んだシングルレコードを製造したが、このレコードの盤面や歌詞カードに印刷された表題は市の制定告示と異なり「町田市市歌」と「市」が1つ多くなっている。
市の表彰式典で演奏されるのを始め、JリーグのFC町田ゼルビアが勝利した時にサポーターが合唱する。市広報課では「町田市歌」および「町田音頭」、後述の市民愛唱歌「ふるさと町田よ」の3曲についてカセットテープやCDの貸し出しを行っている。

### 町田音頭
町田音頭は市歌と同時に歌詞の一般公募が行われ市制5周年記念式典で初演奏が行われた市民音頭であるが、市歌と異なり例規集には登載されていない。作詞・金子一男、作曲・明本京静、編曲・小沢直与志。
市歌と同じレコードのB面に多摩幸子と小林良巳の歌唱が吹き込まれ、1978年（昭和53年）刊の『日本のおどり』にも振付が収録されている。

## 町田市に関連する他の楽曲
市民愛唱歌
1989年（平成元年）に市民愛唱歌として「ふるさと町田よ」が作成された。作詞：源田多美子、作曲／編曲・源田俊一郎。主な用途としては、市民体操「町田を元気にするトレーニング」のBGMとして使用されている。
市民音頭
市歌と同時に制定された「町田音頭」とは別に「新町田音頭」も作成されており、大塚ミュージックサービスがシングル盤（ORK-321）を製造している。作詞・小川三千宗、作曲・大谷涛月、歌唱・大谷貞枝。
2012年（平成24年）には、町田市役所の新庁舎竣工を記念して今西亜美が歌唱するご当地音頭「ふるさと町田」が発表された。作詞・横山賢一、作曲・山中博、編曲・川端マモル、歌唱・今西亜美。キングレコードからCD（KICM-5544）が一般発売されている。